# 3561 Devine
3561 Devine eller 1983 HO är en asteroid i huvudbältet som upptäcktes den 18 april 1983 av den amerikanske astronomen Norman G. Thomas vid Anderson Mesa Station. Den har fått sitt namn efter upptäckarens svärson, John Devine Hazelton.
Asteroiden har en diameter på ungefär 32 kilometer och den tillhör asteroidgruppen Hilda.